# Альтісгофен
Альтісгофен (нім. Altishofen) — громада  в Швейцарії в кантоні Люцерн, виборчий округ Віллізау.

## Географія
Громада розташована на відстані близько 50 км на північний схід від Берна, 31 км на північний захід від Люцерна.
Альтісгофен має площу 14,3 км², з яких на 7,3% дозволяється будівництво (житлове та будівництво доріг), 66,4% використовуються в сільськогосподарських цілях, 25,6% зайнято лісами, 0,7% не є продуктивними (річки, льодовики або гори).

## Демографія
2019 року в громаді мешкало 1959 осіб (+8,1% порівняно з 2010 роком), іноземців було 15,6%. Густота населення становила 137 осіб/км².
За віковим діапазоном населення розподілялося таким чином: 24,9% — особи молодші 20 років, 62,6% — особи у віці 20—64 років, 12,5% — особи у віці 65 років та старші. Було 726 помешкань (у середньому 2,6 особи в помешканні).
Із загальної кількості 2820 працюючих 190 було зайнятих в первинному секторі, 278 — в обробній промисловості, 2352 — в галузі послуг.